# (36256) 1999 XT17
(36256) 1999 XT17 est un astéroïde de la ceinture principale, découvert le 3 décembre 1999 à l'observatoire Magdalena Ridge (comté de Socorro, Nouveau-Mexique, États-Unis) par le projet Lincoln Near-Earth Asteroid Research (LINEAR).

## Caractéristiques orbitales
L'orbite de (36256) 1999 XT17 se caractérise par un demi-grand axe de 2,94 ua, un périhélie de 2,58 ua, une excentricité de 0,12 et une inclinaison de 10,99° par rapport à l'écliptique. Du fait de ces caractéristiques, à savoir un demi-grand axe compris entre 2 et 3,2 ua et un périhélie supérieur à 1,666 ua, il est classé, selon la JPL Small-Body Database, comme objet de la ceinture principale d'astéroïdes.

## Caractéristiques physiques
(36256) 1999 XT17 a une magnitude absolue (H) de 12,4 et un albédo estimé à 0,186, ce qui permet de calculer un diamètre de 10,206 km. Ces résultats ont été obtenus grâce aux observations du Wide-Field Infrared Survey Explorer (WISE), un télescope spatial américain mis en orbite en 2009 et observant l'ensemble du ciel dans l'infrarouge, et publiés en 2012 dans un article présentant les résultats concernant 13 511 astéroïdes de la ceinture principale.
C'est un astéroïde de type A, donc riche (> 80 %) en olivine, au moins en ce qui concerne les roches de sa surface.